# Monogynia
Monogynia, monoginia – w botanice występowanie w kwiecie tylko jednego słupka i znamienia, nie wykluczające wykształcenia wielu owoców.
W zoologii monogynią nazywany jest typ organizacji społecznej, w którym pojedyncza, aktywna rozrodczo samica całkowicie monopolizuje dostęp do rozrodu. Taki system kojarzeń tłumaczony jest dążeniem samców do rozrodu z udziałem tylko jednej samicy, przy czym samica łączy się z wieloma samcami. Monogynia występuje u niektórych gatunków owadów społecznych, m.in. mrówek i os.